# NGC 3659
NGC 3659 (другие обозначения — UGC 6405, MCG 3-29-40, ZWG 96.38, IRAS11211+1805, PGC 34995) — галактика, относящаяся к  магеллановым спиральным галактикам в созвездии Лев. 
Это одна их крупнейших представителей галактик с единственным спиральным рукавом. 
Этот объект входит в число перечисленных в оригинальной редакции «Нового общего каталога».
Галактика NGC 3659 входит в состав группы галактик NGC 3607. Помимо NGC 3659 в группу также входят ещё 9 галактик.
Галактика NGC 3659 входит в состав группы галактик NGC 3686. Помимо NGC 3659 в группу также входят ещё 22 галактики.